# 환몰애구
《환몰애구》(중국어 간체자: 还没爱够, 정체자: 還沒愛夠, 병음: Hái méi ài gòu 하이메이아이거우[*])는 2020년 방송되었던 중국의 드라마이다.

## 소개
- 결혼에 대해 두려움을 가진 두 남녀가 이를 극복하는 이야기를 담은 드라마

## 등장 인물
- 한경 - 천지옹 역
- 왕샤오천 - 장샤오시 역
- 풍뢰 (冯雷) - 천페이 역
- 엽조신 (叶祖新) - 왕총 역
- 장효신 (Edward Zhang) - 소목 역
- 진미기 (陈米麒) - 감추 역
- 왕예가 (王艺嘉) - 한정 역
- 양퉁수 - 선지에 역
- 바이판 - 강사년 역